# Alevtina Oljoenina
Alevtina Sergejevna Oljoenina (Russisch: Алевтина Сергеевна Олюнина) (Ptscholkino (Oblast Kostroma), 15 augustus 1942) is een Russisch langlaufster. 

## Carrière
Oljoenina nam tweemaal deel aan de Olympische Winterspelen. In 1972 won Oljoenina olympisch goud op de estafette en de zilveren medaille op de 10 kilometer. In 1970 was Oljoenina wereldkampioen geworden op de 10 kilometer en de estafette.

## Belangrijkste resultaten

### Olympische Winterspelen
| Editie | Plaats   | Resultaten                  |
| ------ | -------- | --------------------------- |
| 1968   | Grenoble | 20e 5 km 11e 10 km          |
| 1972   | Sapporo  | 4e 5 km · 10 km · estafette |

### Wereldkampioenschappen langlaufen
| Jaar | Plaats       | Resultaten                  |
| ---- | ------------ | --------------------------- |
| 1968 | Grenoble     | 20e 5 km 11e 10 km          |
| 1970 | Vysoké Tatry | 10 km · estafette           |
| 1972 | Sapporo      | 4e 5 km · 10 km · estafette |